# Seltz
Seltz é uma comuna francesa na região administrativa de Grande Leste, no departamento Baixo Reno. Estende-se por uma área de 21,01 km². Em 2010 a comuna tinha 3 197 habitantes (densidade: 152,2 hab./km²).